# Relascope

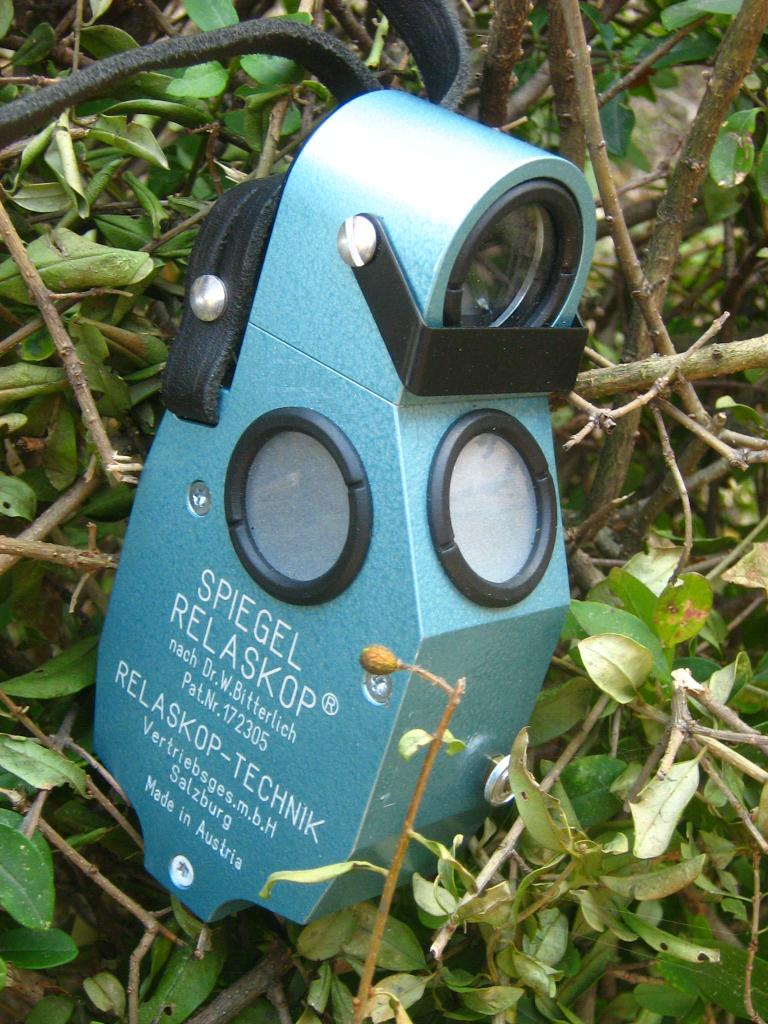
Relascope de Bitterlich

Un relascope est un outil inventé par Walter Bitterlich permettant d'estimer localement et simplement la surface terrière d'une forêt. Il est utilisé pour faire un inventaire forestier. 

## Matériel
- Une encoche tenue à une distance fixe de l'œil (chaînette tendue).
- Laser télémètre

## Principe
En faisant un tour d'horizon complet, on compte tous les arbres dont le diamètre apparent est plus grand que l'encoche (les arbres tangents sont comptés pour 1/2).